# Isabella Dal Balcon
Isabella Dal Balcon (* 11. September 1977 in Malo) ist eine ehemalige italienische Snowboarderin. Sie startete in den Paralleldisziplinen und nahm an zwei Olympischen Winterspielen sowie zwei Snowboard-Weltmeisterschaften teil.

## Werdegang
Dal Balcon belegte in der Saison 2000/01 mit zwei ersten Plätzen sowie einen dritten Rang in der Riesenslalom-Wertung des Europacups. Erstmals am Snowboard-Weltcup der FIS nahm sie zu Beginn der Saison 2001/02 in Tignes teil, wobei sie den 40. Platz im Parallel-Riesenslalom errang. Bei ihrer ersten Teilnahme an Olympischen Winterspielen im Februar 2002 in Salt Lake City wurde sie Siebte im Parallel-Riesenslalom. In der Saison 2002/03 erreichte sie mit zwei achten Plätzen ihre ersten Top-Zehn-Platzierungen im Weltcup und nahm bei den Snowboard-Weltmeisterschaften 2003 am Kreischberg am Parallelslalom sowie am Parallel-Riesenslalom teil. Dabei wurde sie im Parallel-Riesenslalom disqualifiziert und beendete den Parallelslalom vorzeitig. In der folgenden Saison errang sie im Weltcup bei 14 Teilnahmen zweimal den vierten Platz und belegte damit den 22. Platz im Parallel-Weltcup sowie den 13. Rang im Gesamtweltcup. Nachdem Plätzen 16 und 15 zu Beginn der Saison 2005/06, kam sie im Europacup zweimal auf den zweiten Platz und erreichte damit den zweiten Platz in der Parallel-Riesenslalom-Wertung. Bei den Olympischen Winterspielen im Februar 2006 in Turin belegte sie den 13. Platz im Parallel-Riesenslalom. In der Saison 2006/07 holte sie im Parallel-Riesenslalom in San Vigilio di Marebbe sowie in Furano ihren einzigen Weltcupsiege und wurde damit Sechste im Gesamtweltcup sowie Vierte im Parallel-Weltcup. Beim Saisonhöhepunkt, den Snowboard-Weltmeisterschaften 2007 in Arosa, fuhr sie auf den 30. Platz im Parallelslalom und auf den 21. Rang im Parallel-Riesenslalom. Ihren 61. und damit letzten Weltcup absolvierte sie im März 2007 im Stoneham, welchen sie auf dem fünften Platz im Parallel-Riesenslalom beendete.

## Teilnahmen an Weltmeisterschaften und Olympischen Winterspielen

### Olympische Spiele
- 2002 Salt Lake City: 7. Platz Parallel-Riesenslalom
- 2006 Turin: 26. Platz Parallel-Riesenslalom

### Snowboard-Weltmeisterschaften
- 2003 Kreischberg: DSQ Parallel-Riesenslalom, DNF Parallelslalom
- 2007 Arosa: 21. Platz Parallel-Riesenslalom, 30. Platz Parallelslalom

## Weltcupsiege und Weltcup-Gesamtplatzierungen

### Weltcupsiege
| Nr. | Datum             | Ort                    | Disziplin             |
| --- | ----------------- | ---------------------- | --------------------- |
| 1.  | 13. Dezember 2006 | San Vigilio di Marebbe | Parallel-Riesenslalom |
| 2.  | 16. Februar 2007  | Furano                 | Parallel-Riesenslalom |

### Weltcup-Gesamtplatzierungen
| Saison  | Gesamt | Gesamt | Parallel | Parallel |
| Saison  | Punkte | Platz  | Punkte   | Platz    |
| ------- | ------ | ------ | -------- | -------- |
| 2001/02 | -      | -      | 280      | 30.      |
| 2002/03 | -      | -      | 2180     | 24.      |
| 2003/04 | 144    | 13.    | 2154     | 22.      |
| 2004/05 | -      | -      | 568      | 36.      |
| 2005/06 | 810    | 80.    | 810      | 31.      |
| 2006/07 | 4410   | 6.     | 4410     | 4.       |